# Spermophagus longepygus
Spermophagus longepygus là một loài bọ cánh cứng trong họ Bruchidae. Loài này được Anton miêu tả khoa học năm 1993.